# Vlag van Sint-Laureins
De vlag van Sint-Laureins werd door de gemeenteraad op 10 mei 1984 officieel vastgesteld als de gemeentelijke vlag van de Oost-Vlaamse gemeente Sint-Laureins. Op 7 mei 1985 werd hij door het Bestuur van Vlaanderen bevestigd en uiteindelijk gepubliceerd op 8 juli 1986 in het officiële Belgisch Staatsblad.
Officieel wordt de vlag beschreven als:
Rood met een golvende dwarsbalk van vijf stukken van wit en van blauw.
De vlag is gelijk aan de tweede helft van het gemeentewapen, zonder de ster, de halve maan en de lelie. Deze helft is een verbeterde weergave van het wapen van Watervliet, ontworpen naar het wapen van de familie Laurijn.

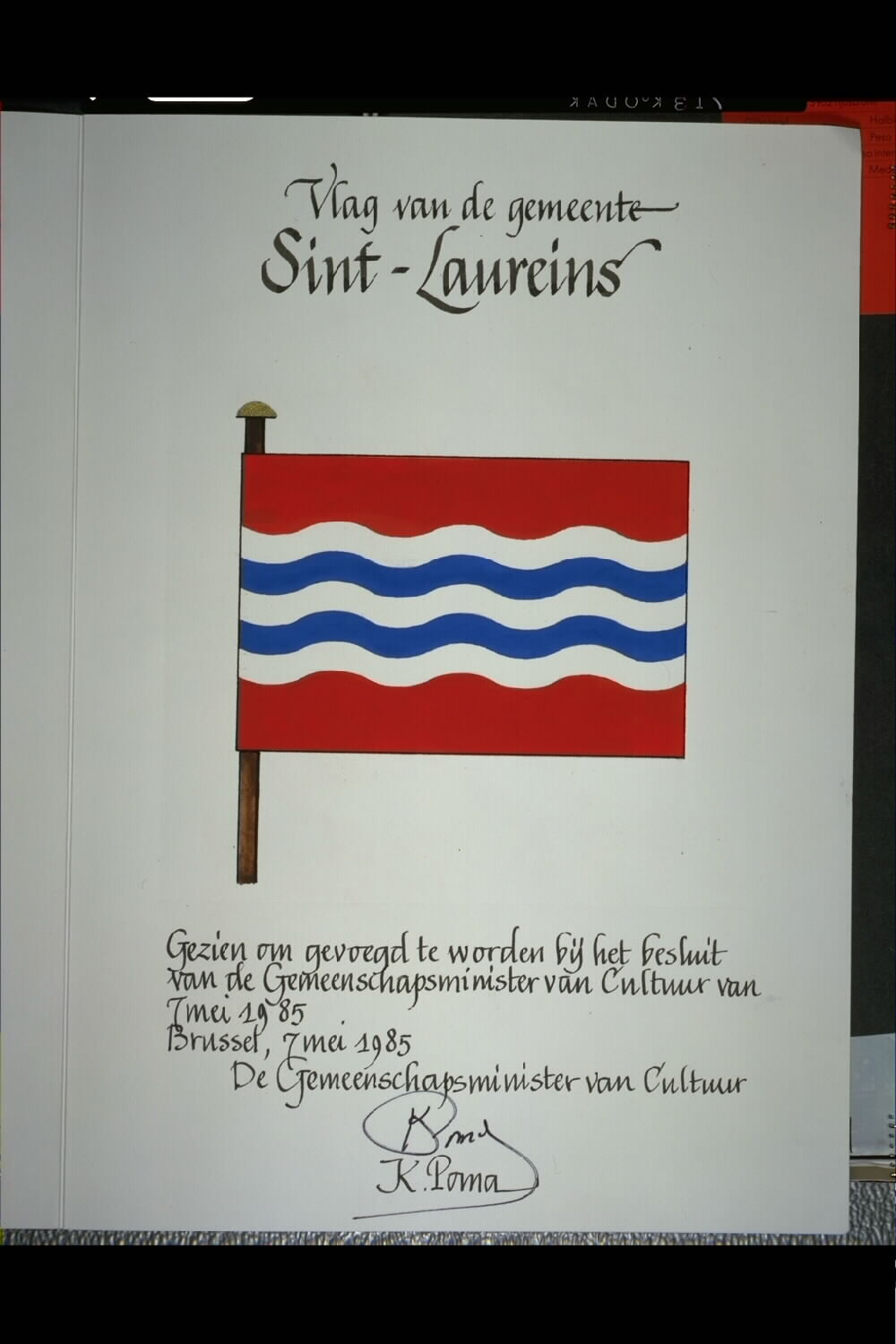
Ontwerp vlag getekend door Karel Poma
Wapen van Watervliet